# Lynn Okamoto
Lynn Okamoto (jap. 岡本倫 Okamoto Rin; ur. 6 stycznia 1970 w prefekturze Wakayama) – japoński mangaka oraz były pracownik Bandai i Arc System Works. Jego najbardziej znaną mangą jest seria Elfen Lied, która została zaadaptowana na serial anime, wyprodukowany przez studio Arms.
Jego imieniem nazwano asteroidę 49382 Lynnokamoto (1998 XG5).

## Twórczość
- Elfen Lied (jap. エルフェンリート Erufen Rīto) (2002–2005)[3]
- Tanpenshū Flip Flap (2008)
  - Elfen Lied (2000, opowiadanie)
  - Digitopolis (jap. デジトポリス)
  - MOL
  - Memoria (jap. メモリア)
  - Carriera
  - Registrar (jap. レジストラ Rejisutora)
  - Allumage
  - Lime Yellow
  - Flip Flap
- Nononono (jap. ノノノノ) (2007–2010)[4][5]
- Gokukoku no Brynhildr (jap. 極黒のブリュンヒルデ Gokukoku no Buryunhirude) (2012–2016)[6]
- Kimi wa midara na boku no joō (jap. 君は淫らな僕の女王) (2012–2017, rysunki: Mengo Yokoyari)
- Parallel Paradise (jap. パラレルパラダイス Parareru Paradaisu) (od 2017)[7]